# Musée d'Art de l'université de Tartu
Le Musée d'art de l'Université de Tartu (estonien : Tartu Ülikooli kunstimuuseum) est un musée situé à Tartu en Estonie et dépendant du  Musée de l'Université de Tartu. Il a été fondé en 1803 et il est abrité dans le bâtiment principal de l'Université de Tartu. Son premier directeur était Johann Karl Simon Morgenstern.
Depuis 2014, le musée forme, aux côtés de l'ancien Musée d'histoire de l'Université de Tartu et de l'ancien observatoire de l'Université de Tartu le Musée de l'Université de Tartu.

## Collections permanentes

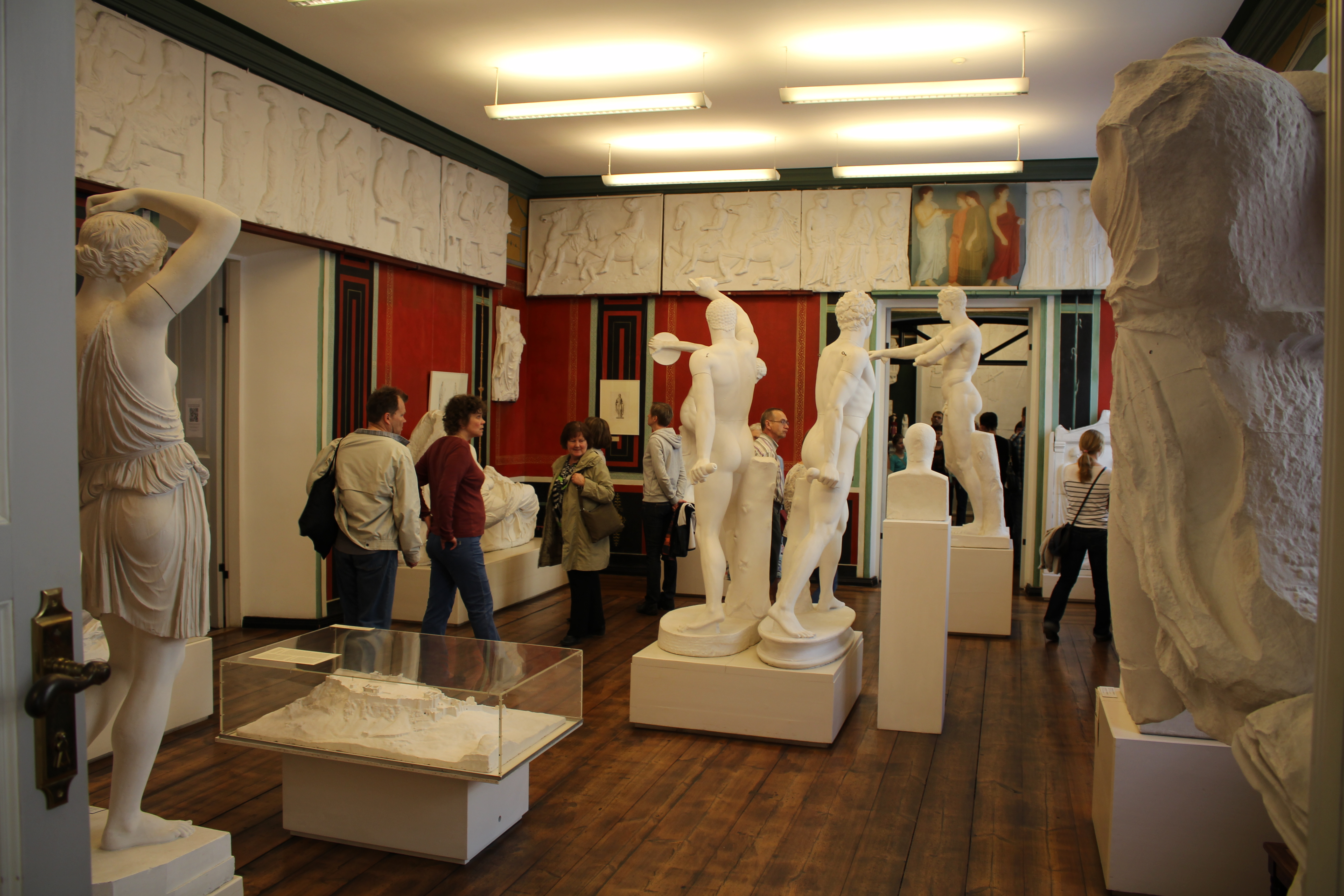
Salle rouge

Les collections du Musée d'art de l'Université de Tartu sont exposées dans les mêmes salles depuis 1868. Ces salles sont décorées dans un style pompéien d'après des lithographies réalisées entre 1827 et 1859 par l'artiste allemand Wilhelm Zahn. Ces peintures murales ont été réalisées afin de mettre en valeur les objets qu'elles renferment.
Les collections du musée sont le fruit de plus de 200 ans de collecte, d'achats et de donations et regroupent plus de 30 000 objets.
Une première partie des collections permanentes se compose de copies à l'échelle de sculptures comprenant notamment les chefs-d'œuvre des époques archaïque, classique et hellénistique présentés dans les musées de France, Angleterre, Allemagne et Italie ainsi que de copies de pierres précieuses et de pièces de monnaie. Cette collection d'ampleur, unique en Estonie, avait été réalisée avait d'encourager les étudiants de l'université à s'intéresser à l'art. Elle fait du Musée d'art de l'Université de Tartu la seule institution à proposer un tel tour d'horizon de l'histoire de l'art en Estonie.
Une seconde partie des collections permanentes est composée de la donation de la famille von Liphart datant des années 1920. Elle consiste en une collection graphique d'estampes et de gravures.
Enfin, le musée comporte quelques antiquités originales telles que plusieurs momies égyptiennes, des pièces de monnaie, des lampes à huile et des tablettes cunéiformes sont également présentées au public. Ces dernières sont, pour la plupart, issues des collections d'un des premiers orientalistes, Otto Friedrich von Richter.
Le musée abrite également l'un des deux masques mortuaires du philosophe Emmanuel Kant.

## Expositions temporaires
Le musée accueille également des expositions temporaires consacrée à l'Histoire de l'art ou à l'art en général.